# Lars Wistedt
Lars Magnus Wistedt, född 3 mars 1964 i Hässelby församling i Stockholm, död 25 november 2024 i Kanada, var en svensk politiker (sverigedemokrat) och yrkesofficer. Han var ordinarie riksdagsledamot från år 2022, invald för Uppsala läns valkrets.

## Biografi
Wistedt genomgick officershögskolan och blev fänrik. Efter allmänna kursen vid Krigshögskolan befordrades han till löjtnant, innan han genomgick högre kursen vid officershögskolan och utnämndes till kapten 1990. Han genomgick Försvarshögskolan 2003–2004 och befordrades till major. Han var bland annat plutonchef vid Norrbottens regemente och Upplands regemente och arbetade som underrättelseofficer vid Ledningsregementet samt Mellersta Militärområdet. Wistedt kommenderades i juni 2004 till chef för sektion J5 (planering) vid Mellersta Militärdistriktet och därefter till säkerhetschef för internationella insatser 2005–2008 vid ATK/G2. Han slutade i juli 2008 för en tjänst som regional säkerhetschef vid ABB Industries i Dubai med ansvar för Asien, Mellersta Östern och Afrika (AMEA), en tjänst som han innehade till juli 2018. Från januari 2018 till september 2022 var han uppdragskonsult för det schweiziska företaget ESG Consulting. Under tiden januari 2019 – januari 2020 var han guide vid Vasamuseet innan han fick en tjänst som global säkerhetschef vid Seco Tools mellan september 2020 och oktober 2021.
Wistedt tävlade på nationell nivå i pistolskytte och vann bland annat SM i fältskytte två gånger (2006, 2010) samt silvermedalj 2008. Wistedt tog silvermedalj vid Nordiska Militärmästerskapen i fältskytte i Finland 2006 samt lagbrons vid CISM i Militär Snabbmatch i Bulgarien 2002.
Wistedt avled under en resa till Kanada med den svenska Natodelegationen.

### Riksdagsledamot
Wistedt var riksdagsledamot för Sverigedemokraterna sedan valet 2022.
I riksdagen var Wistedt vice ordförande i försvarsutskottet, ledamot i Försvarsberedningen, suppleant i EU-nämnden, justitieutskottet, riksdagens delegation till Natos parlamentariska församling och Nordiska rådets svenska delegation. Han har varit suppleant i bland annat konstitutionsutskottet och utbildningsutskottet.